# My Wild Irish Rose
My Wild Irish Rose (bra Minha Rosa Selvagem, ou Minha Rosa Silvestre) é um filme norte-americano de 1947, do gênero comédia biográfico-musical, dirigido por David Butler e estrelado por Dennis Morgan e Arlene Dahl.
Sucesso nas bilheterias, My Wild Irish Rose é a biografia de Chauncey Olcott, compositor americano nascido na segunda metade do século XIX. O filme marca a estreia de Arlene Dahl no cinema, descontada sua pequena participação não creditada em Life with Father, do mesmo ano.

## Sinopse

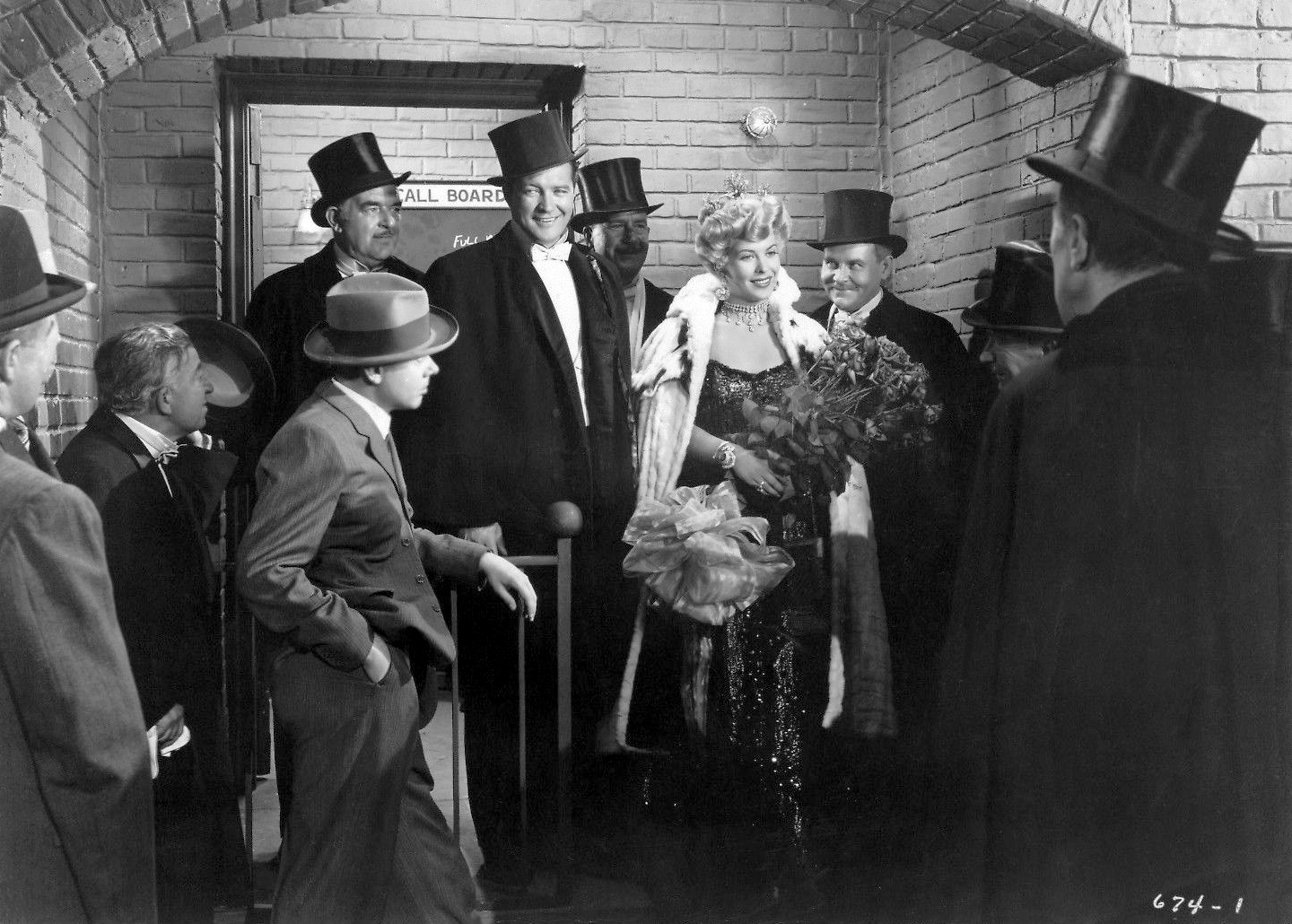
Dennis Morgan e Andrea King em outra foto promocional para o filme

Chauncey Olcott, americano de origem irlandesa, começa a carreira em apresentações de rua. Sua primeira grande chance surge quando a estrela da ribalta Lillian Russell o contrata como seu partner na Broadway. Os jornais criam um romance imaginário entre os dois, o que interfere no namoro de Chauncey com Rose Donovan, que o espera em sua cidade natal. Apesar dos problemas pessoais, Chauncey alcança a fama com baladas irlandesas sentimentais, como a canção título.

## Premiações
| Prêmio     | Categoria            | Recipiente                | Situação |
| ---------- | -------------------- | ------------------------- | -------- |
| Oscar 1948 | Melhor trilha sonora | Max Steiner, Ray Heindorf | Indicado |

## Elenco
| Ator/Atriz       | Personagem      |
| ---------------- | --------------- |
| Dennis Morgan    | Chauncey Olcott |
| Darlene Dahl     | Rose Donovan    |
| Andrea King      | Lillian Russell |
| Alan Hale        | John Donovan    |
| George Tobias    | Nick Popolis    |
| George O'Brien   | 'Duke' Muldoon  |
| Sara Allgood     | Senhora Brennan |
| Ben Blue         | Hopper          |
| William Frawley  | William Scanlon |
| Don McGuire      | Terry O'Rourke  |
| Charles Irwin    | Foote           |
| Paul Stanton     | Augustus Piton  |
| George Cleveland | Capitão Brennan |
| Clifton Young    | Joe Brennan     |
| Oscar O'Shea     | Pat Daly        |